# Kościół św. Jerzego w Starej Kościelnicy
Kościół św. Jerzego w Starej Kościelnicy – rzymskokatolicki ceglany kościół parafialny zlokalizowany w żuławskiej wsi Stara Kościelnica (powiat malborski, województwo pomorskie). Funkcjonuje przy nim parafia św. Jerzego.

## Historia
Obiekt wzniesiono w latach 1323–1390. Kościół miał wieżę, która uległa katastrofie w styczniu 1818, podczas nawałnicy, która przeszła nad Żuławami. W 1913 dokonano remontu dachu i więźby, dobudowano też wówczas kruchtę od południa. W tym czasie ze świątyni korzystali katolicy i ewangelicy. W 2008 wyremontowano ponownie dach. Parafię erygowano we wsi 1 sierpnia 1986.

## Architektura
Orientowany, jednonawowy, salowy kościół wzniesiono na planie prostokąta. Jest kryty wysokim dachem dwuspadowym. Stoi na fundamentach z kamienia. Ściana wschodnia jest zdobiona witrażami, blendami, fryzami i szczytem schodkowo-sterczynowym. Na zachodniej ścianie (wejście) widoczne są ślady po nieistniejącej już wieży (dzwonnicy). Od strony północnej do bryły przylega zakrystia z blendami. Na wszystkich elewacjach znajdują się liczne maculce.

## Wyposażenie
Wnętrze jest kryte stropem. Wyposażenie pochodzi przede wszystkim z XVII i XVIII wieku. Obecne są elementy gotyckie, np. granitowa chrzcielnica, czy XV-wieczne rzeźby. Ołtarz główny pochodzi z XVIII wieku.

## Otoczenie
Przed kościołem stoi dzwonnica z XIX wieku. Na cmentarzu przykościelnym znajdują się nagrobki i cippus. Dawniej istniał budynek probostwa.

## Galeria

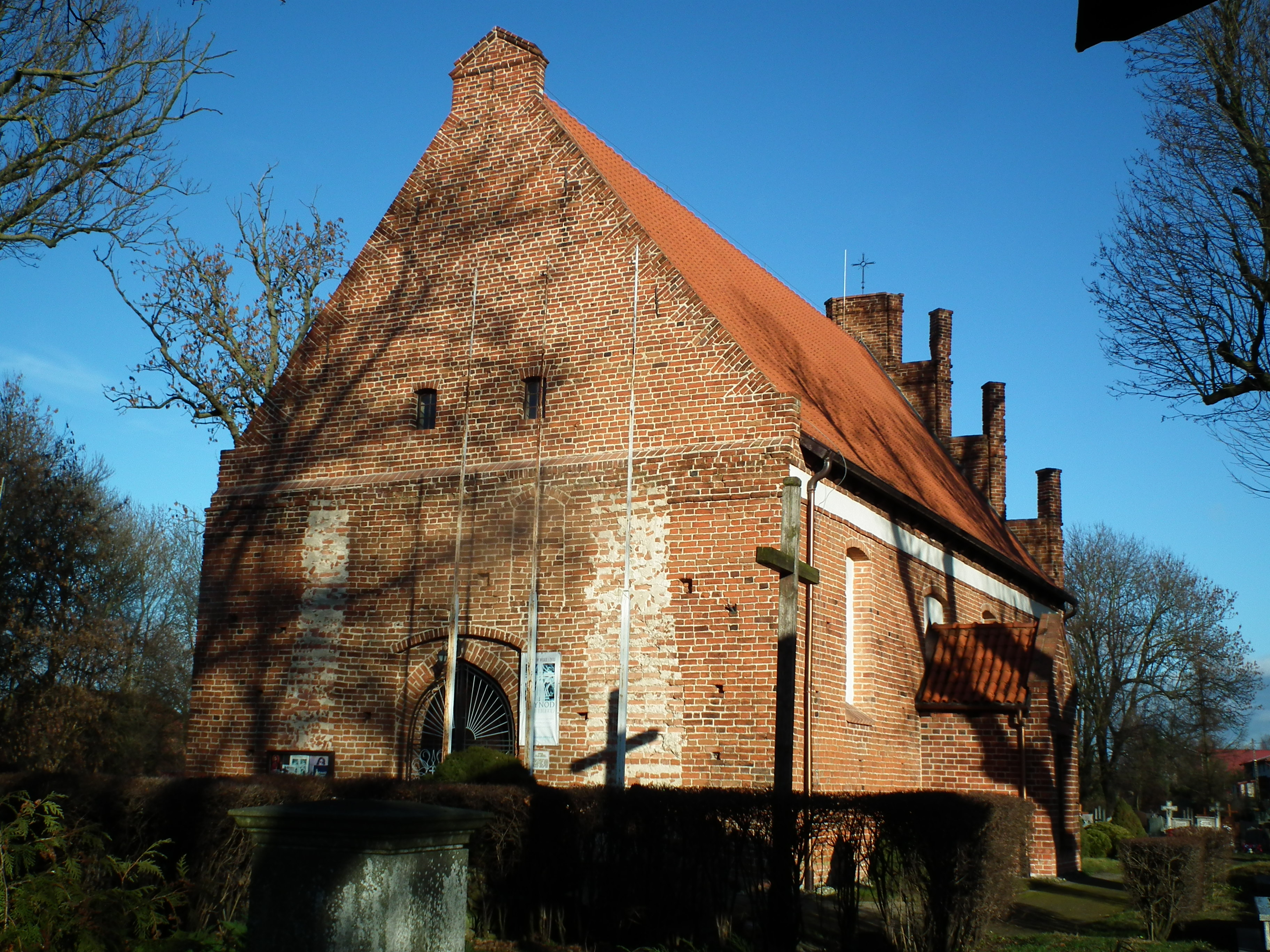
Ściana z wejściem
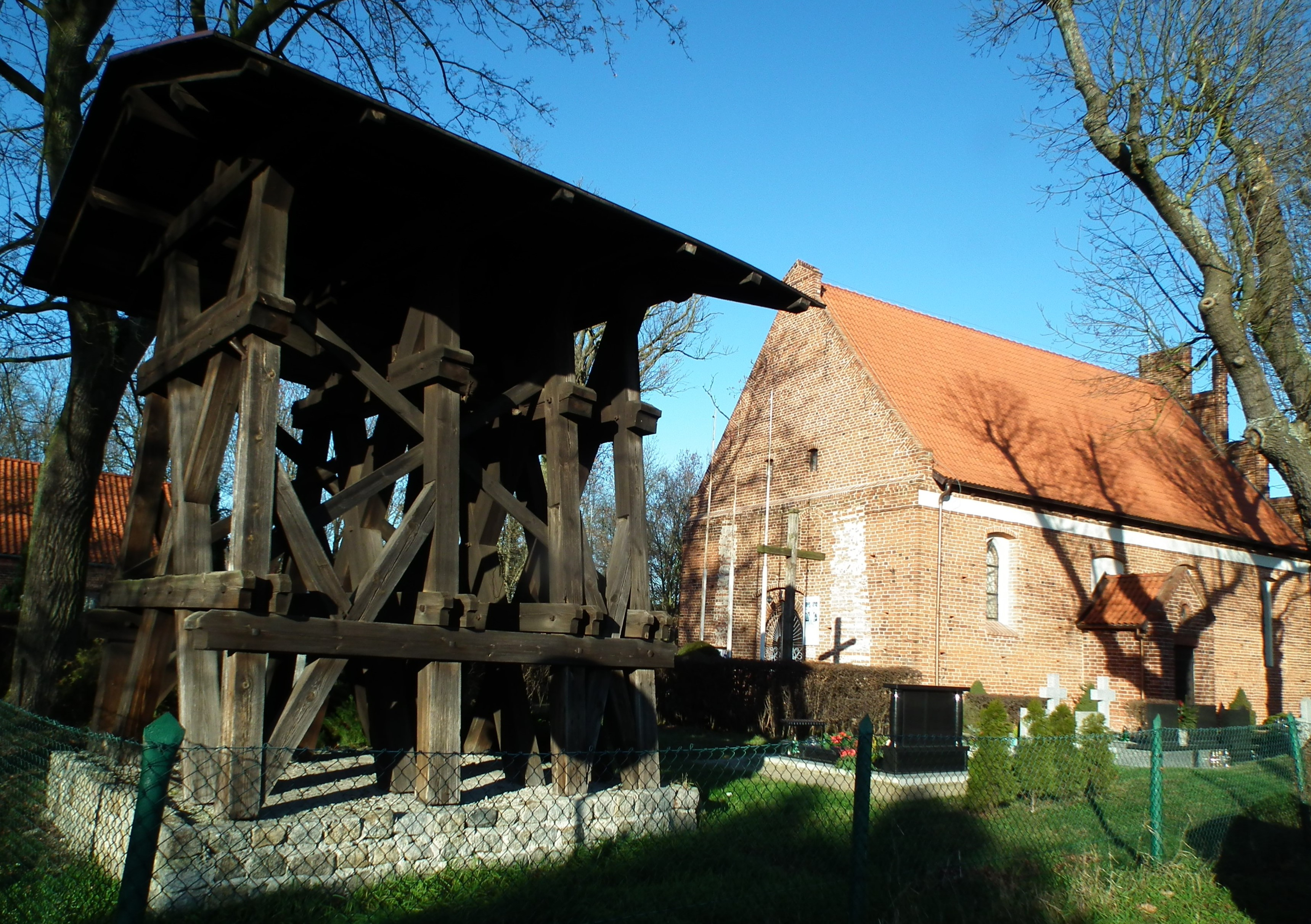
Dzwonnica
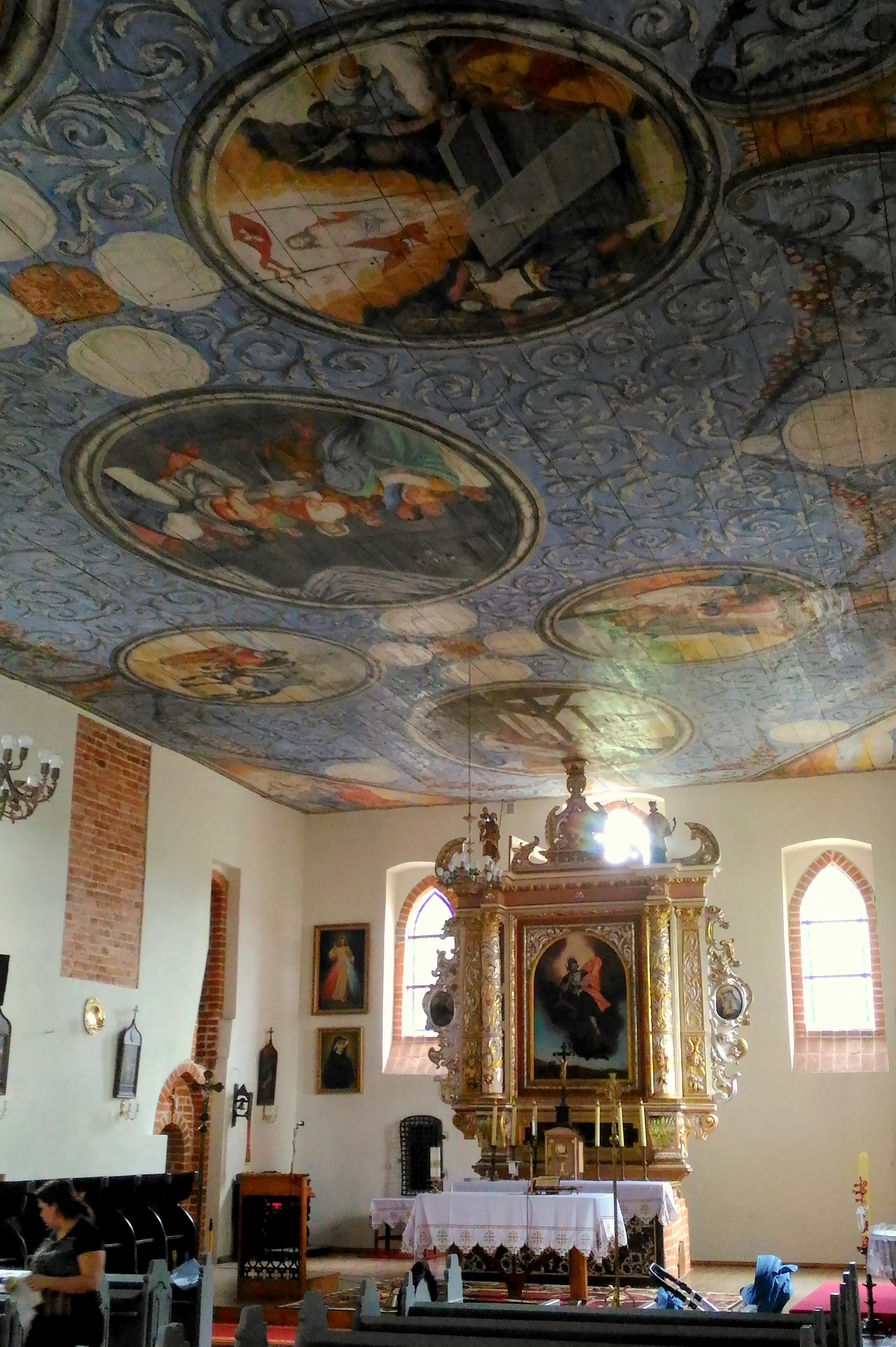
Wnętrze z ołtarzem